# Per Olof Holmäng
Per Olof Holmäng, född 24 augusti 1919 i Göteborg, död 18 november 2014 i Annedals församling, var en svensk jurist och idrottshistoriker.
Holmäng tog juristexamen vid Stockholms högskola 1941 och gjorde därefter tingstjänstgöring 1942–1944. 1945 var han extraordinarie notarie vid Göteborgs rådhusrätt, och samma år tjänstgjorde han vid Göta hovrätt, där han blev tillförordnad fiskal 1946. 1949 blev han stadsnotarie vid Göteborgs rådhusrätt, och 1956 blev han assessor där. 1965 avancerade han till rådman, och 1974–1984 var han chefsrådman vid Göteborgs tingsrätt.
Vid sidan av sitt arbete i rätten var Holmäng styrelseledamot för Göteborgs kexfabrik 1967–1975 och för Örebro kexfabrik 1968–1975, samt var ledamot av disciplinnämnden vid Chalmers tekniska högskola 1972–1980. År 1966 var han ordförande för idrottsföreningen Gais. 1989 blev han filosofie doktor i historia med avhandlingen Idrott och utrikespolitik: den svenska idrottsrörelsens internationella förbindelser 1919–1945. Han har även publicerat artiklar i tidskrifter och årsböcker.